# Castelnau-Pégayrols
 Castelnau-Pégayrols  (en occitano Castelnòu) es una población y comuna francesa, situada en la región de Mediodía-Pirineos, departamento de Aveyron, en el distrito de Millau y cantón de Saint-Beauzély.

## Demografía
| 466 | 428 | 334 | 311 | 295 | 282 |
| Para los censos de 1962 a 1999 la población legal corresponde a la población sin duplicidades (Fuente: INSEE [Consultar]) |     |     |     |     |     |